# 台灣高速鐵路700T型電聯車
700T型是一款屬於台灣高速鐵路的高速列車，也是台灣高速鐵路第一代及目前唯一使用的列車車款，於2007年1月5日開始營運；設計源自日本新幹線700系電聯車，而「T」代表台灣（Taiwan）的羅馬字首字母。由東海旅客鐵道（JR東海）與西日本旅客鐵道（JR西日本）共同開發，並由川崎重工業、日本車輛製造、日立製作所等3間日本公司承造。700T型亦是新幹線技術外銷海外的第一款列車。

## 概要

### 引進簡史

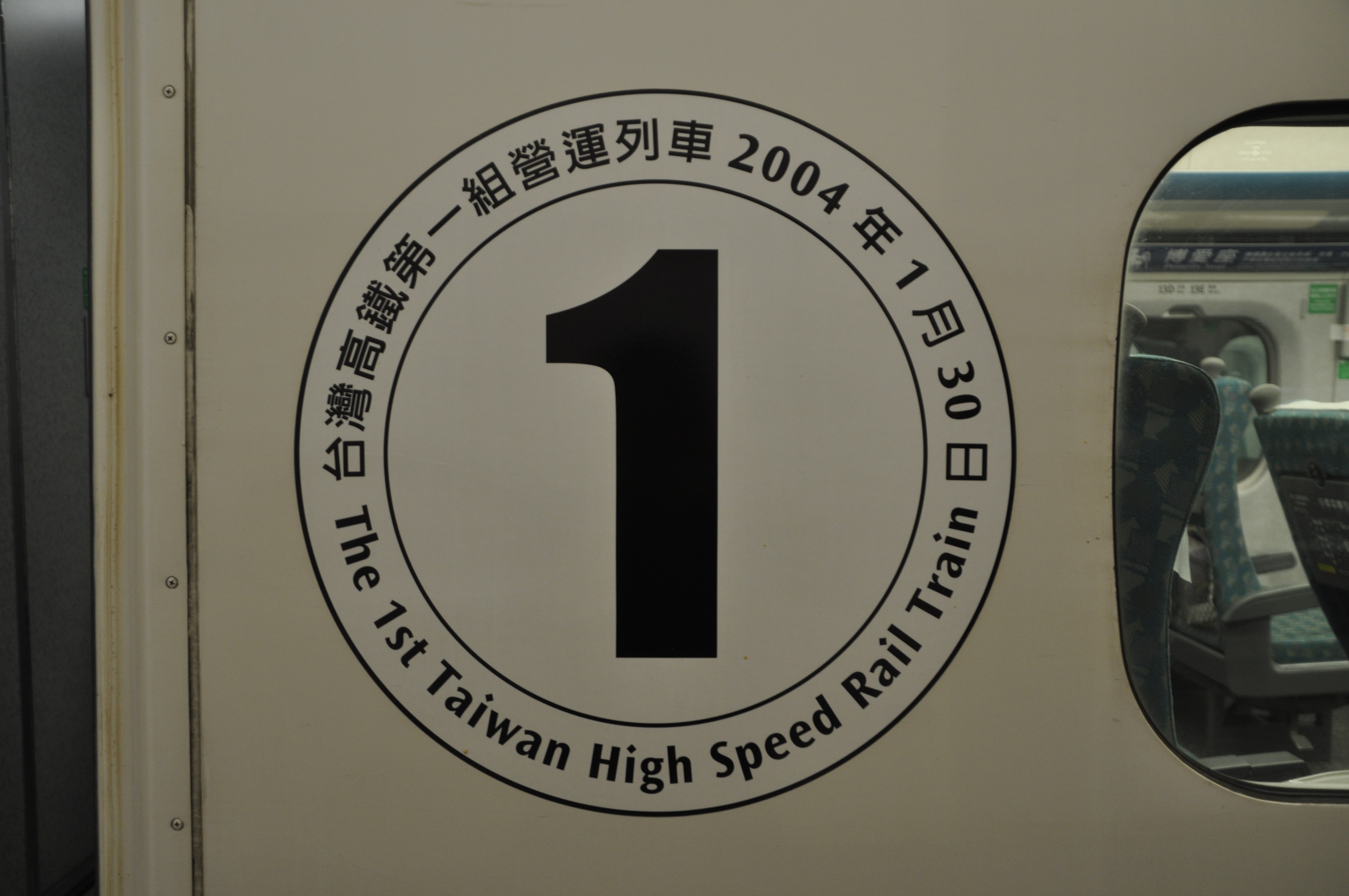
台灣高鐵第一組營運列車的標誌

中華民國政府從1996年10月開始進行BOT模式招標臺灣高速鐵路建設計劃，台灣高鐵聯盟與中華高鐵聯盟這兩個競爭對手，台灣高鐵核心的技術基於歐洲鐵路的技術，由法國高速列車製造商阿爾斯通公司與德國城際快車製造商西門子組成的歐洲鐵路聯盟參與競標，而中華高鐵的核心技術基於日本新幹線技術，由日本企業組成的日本新幹線企業聯盟參與競標。1997年9月台灣高鐵聯盟得標後改組為台灣高速鐵路公司，1998年7月23日台灣高鐵與交通部高速鐵路工程局簽署BOT協議。日本政府提議如果切換到新幹線技術，將提供低利貸款，儘管歐洲鐵路聯盟較早協議，但是台灣高鐵決定在1999年6月重新招標核心技術合約，並於1999年12月28日宣布簽署最後一項列車與機電系統的合約，2000年12月12日簽署車輛的供應以及後續的維修零件的合約。歐洲鐵路聯盟因為台灣高鐵違約向國際商會提出國際商務仲裁，要求台灣高鐵支付損害賠償，賠償20.9億元新台幣。
儘管日本新幹線企業聯盟原本在1997年與中華高鐵進行BOT招標時設計基礎是以新幹線500系電聯車為標準，而在1999年與台灣高鐵進行招標時改為新幹線700系電聯車為標準。台灣高鐵工程部分採用歐洲的規格，因此將列車的設計根據歐洲的標準來修改。卻也造成日後採購列車時，因規格與技術特殊，歐洲廠商難以投標的情況。

### 車輛交付
2004年1月30日，做為主要製造廠商的川崎重工業於日本神戶的車輛工廠舉行了首組列車的出廠儀式。同年5月下旬，首組列車自神戶運抵高雄港74號碼頭。2005年1月27日，700T型列車首次開出燕巢總機廠，於臺南－左營間路段進行低速試車，由高雄大社開向高鐵台南站。同年的10月30日，試運轉時速首次達到315公里。而在2006年全數30列700T列車交付完畢，並且於2007年1月5日起開始營運，最高速度以時速每小時300公里運轉。
2008年11月，台灣高鐵決定增購列車，與川崎重工與東芝訂購四列700T型列車，列車於2012年至2015年交付完畢，除了駕駛艙、列車長室以及商務車廂的座椅為原廠製座椅，其餘車廂座椅改為台灣製。

## 規格與構造
700T型列車的設計基礎來自於東海道、山陽新幹線的700系列車，外型上則參考了台灣高速鐵路公司方面的期望加以修改，因此與原型車—700系有所差異。通車後營運初期有30組700T型列車投入營運，未來持續增加列車數量。此外，700T型列車亦於2006年入選好設計獎「Best 15」，並榮獲金牌獎。

### 車體
列車的車體採用鋁合金製，並使用摩擦攪拌銲接方式將鋁合金打造成雙皮層構造，為了因應台灣高速鐵路依據歐洲規範所建築，因此隧道口的直徑比日本大，加上在隧道口增加了減壓設計，令列車的車頭重新設計，車頭長度為8公尺，較原型車700系短約1公尺，亦取消頭尾兩節車廂的司機與列車長的專用車門，將駕駛室的門改設於頭尾兩節車廂的走道口，提供旅客更大的行走空間，由於月台正式指差確認權移交予月台站務人員負責，並非列車長直接將頭伸出窗外探頭確認，因此列車長室窗戶改為封閉式無法開啟之設計，以維護列車長的安全。商務車廂左右兩側只裝設一扇車門，標準車廂左右兩側皆裝設兩扇車門，第7節車廂為無障礙車廂，可停放電動輪椅及摺疊式輪椅各兩輛，並採用較寬的車門方便輪椅上下車。供乘客出入的車門控制方式參考法國TGV之理念，列車到站後，先由司機員按下儀錶板上之「車門釋放」鍵後，列車長再操作設置於每個車門旁的控制器開啟車門，關門時則直接由列車長操作關閉。列車的軔機（煞車）把手採用500系相同的垂直式，而汽笛的設計，東海道、山陽新幹線設計為腳踏板型式，台灣高速鐵路則以按鈕的型式安裝在操作台上的主控制器附近 。
700T型列車的塗裝參考了新幹線700系電聯車E編組（7000番台）「光號鐵路之星」的塗裝，車體主色為採用白色為底，車窗附近則塗上台灣高鐵的企業代表色橘色，以及灰色的線條（上面為細線、下面為粗線），而台灣鐵路股份有限公司（台鐵）在2006年引進的台鐵TEMU1000型電聯車同樣採用類似的配色。
而顯示器採用三色發光二極體（紅，橙，綠LED）顯示，與700系B、E編組不同的是沒有對號座顯示器，取而代之的採用同一個顯示器顯示。
2023年1月至2024上半年於TR06編組測試新型顯示器，於2024上半年更換測試編組為TR33。2025年1月16日，台灣高鐵公開完成正式改造編組TR07，宣佈啟動更新作業。

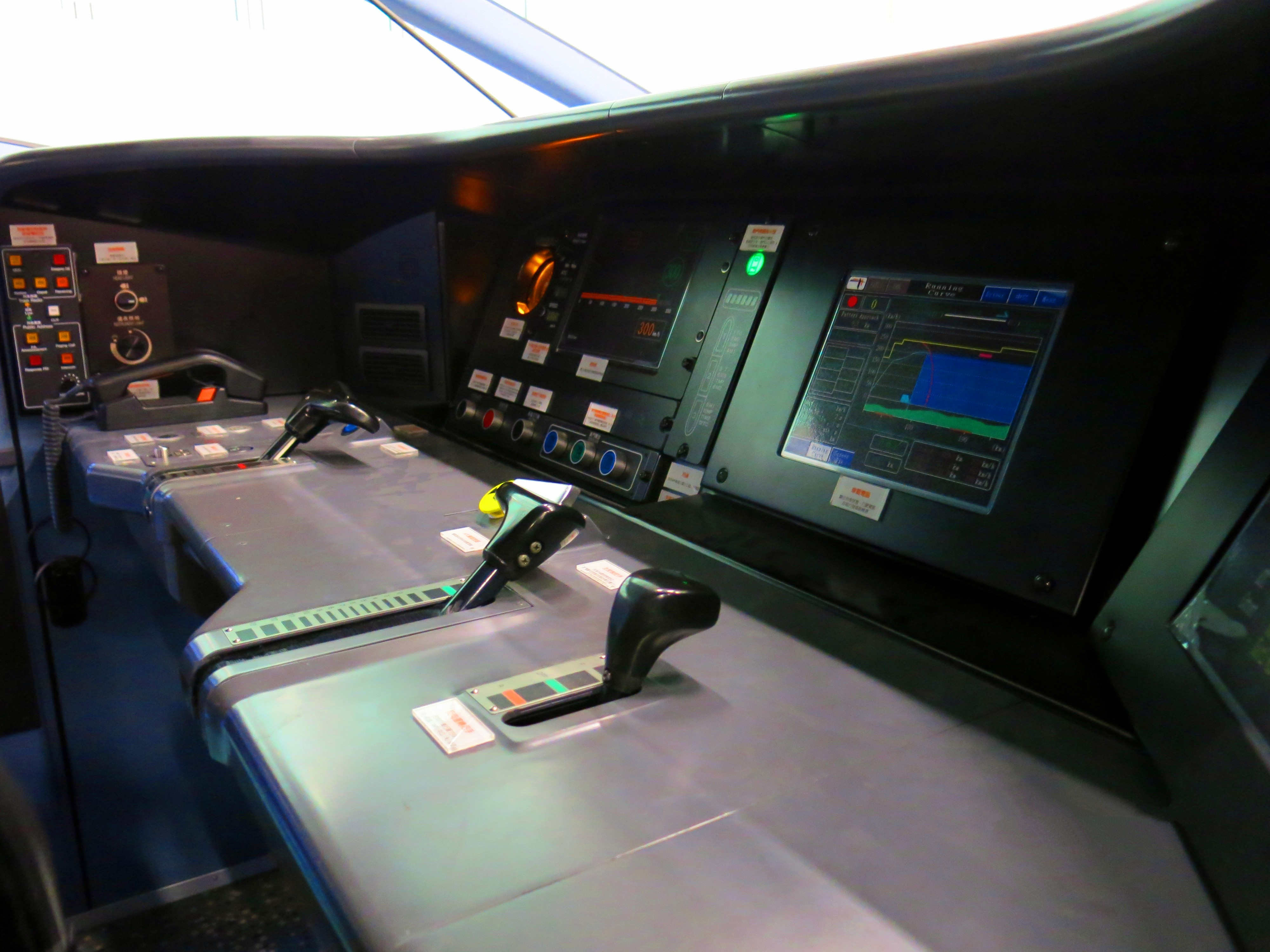
駕駛艙
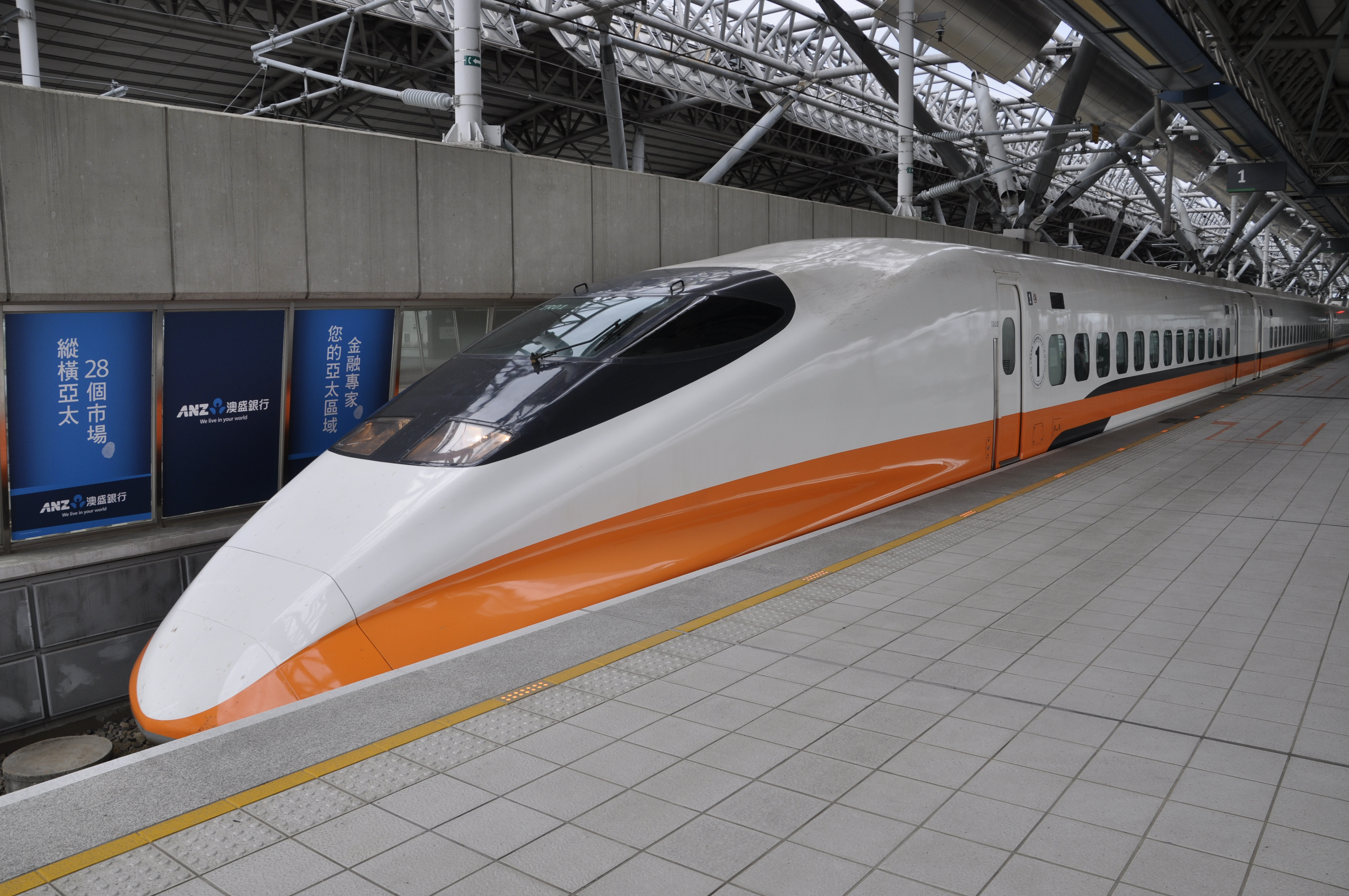
TR01編組車頭（攝於台中站）
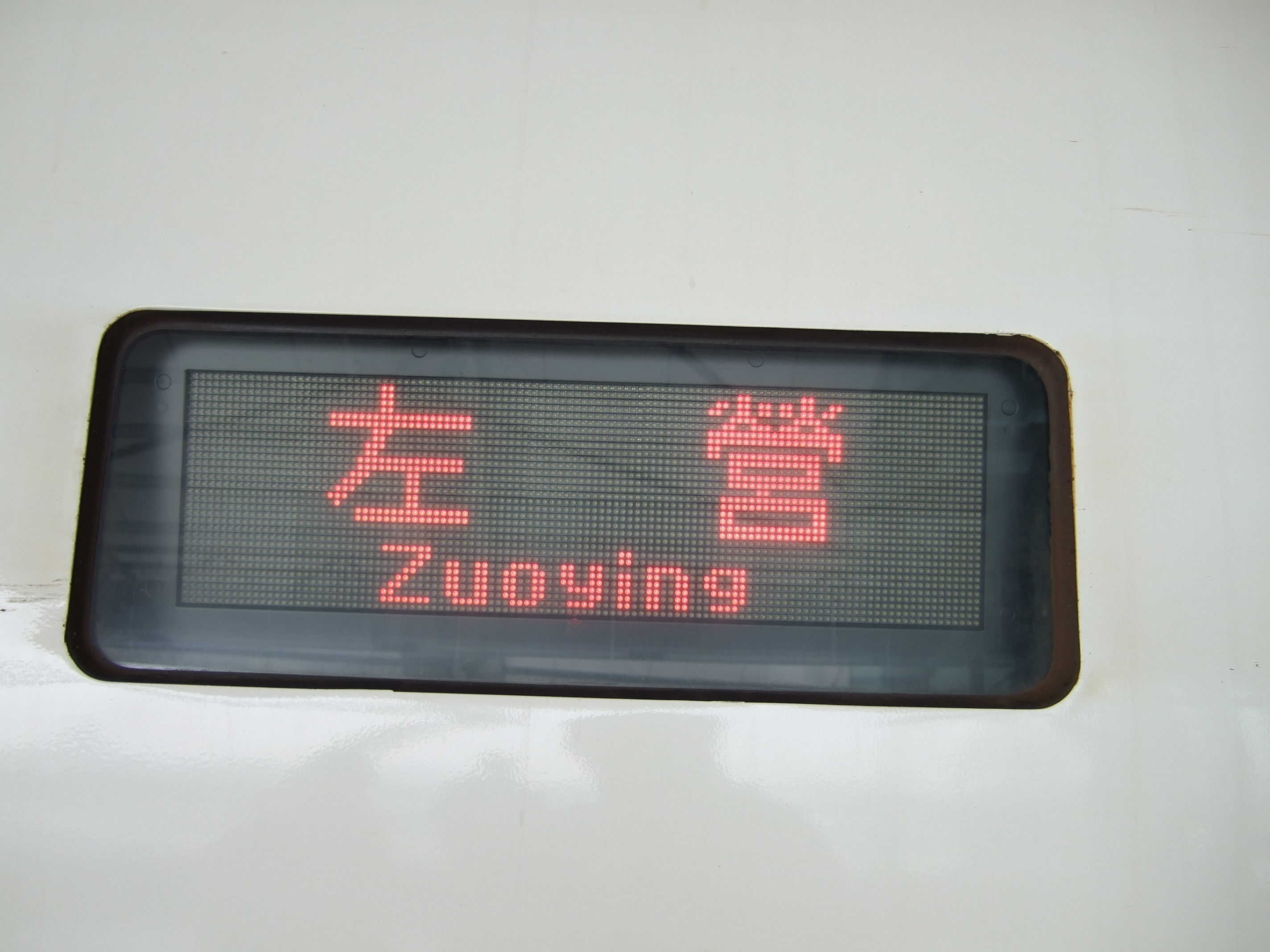
車廂外側的LED，會依序顯示車次號碼與對號座／自由座（先中文再英文）、列車終點

### 車廂設備

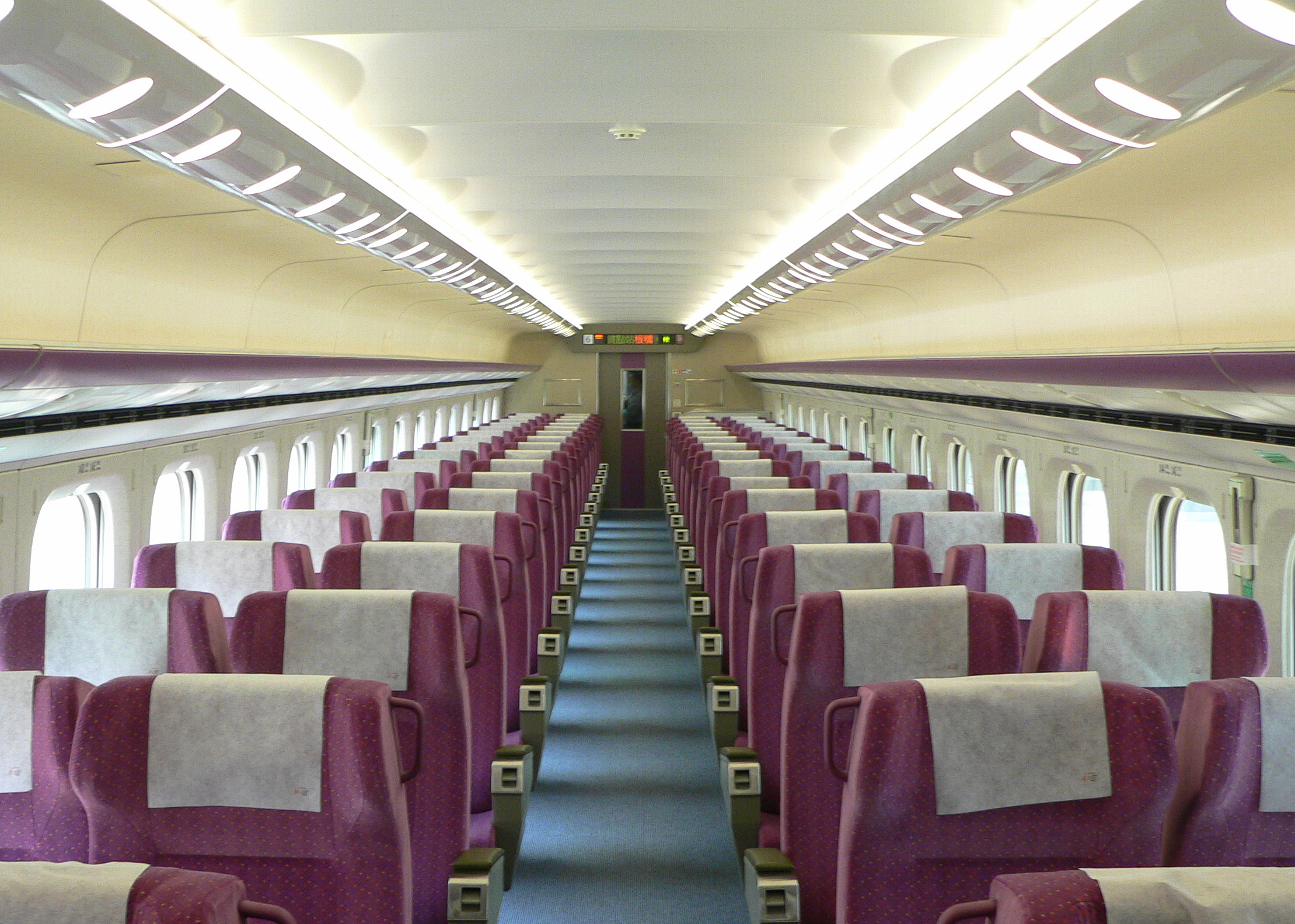
商務車廂

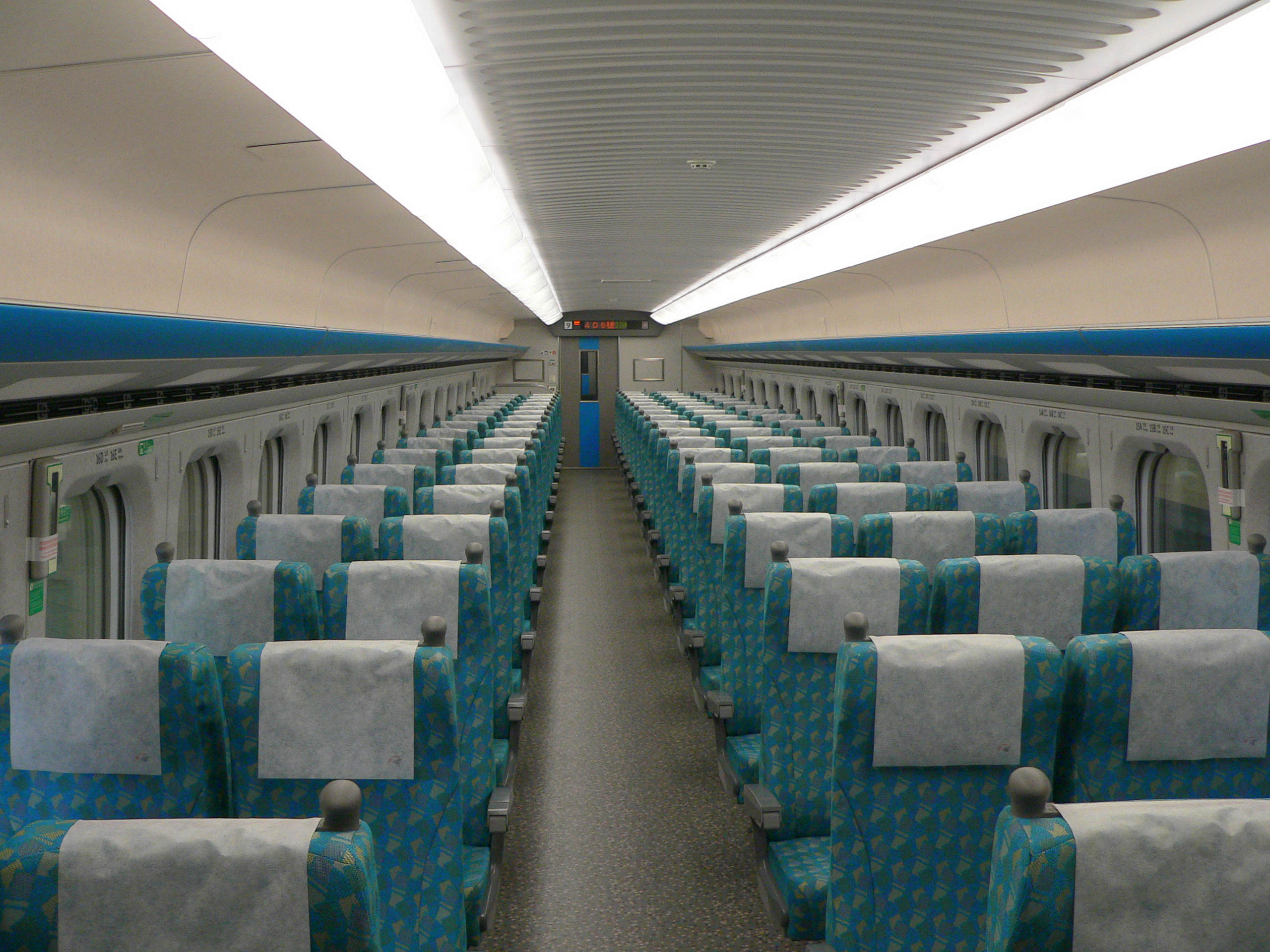
標準車廂

700T型列車的車廂裝潢以白色系為主，標準車廂採用灰色系地板，車廂照明採用直接照明；商務車廂則鋪設藍色地毯，並且採用間接照明設計。每一個座位上方設置置物掛勾採用隱藏式設計，窗簾採用無段式遮陽窗簾，列車的座位採用可180°旋轉及可調整角度的斜椅。商務車廂的座位採用每行2+2的座位配置，座椅間距為1,160mm，行李架下方座椅上方配備閱讀燈，以及交流電110V的插座與個人用的廣播系統，並且在座位下方設有腳踏板，而每節車廂的座位的小桌設置在在對向座椅的後側，並且將列車的服務資訊印在小桌的背面上；標準車廂的座位採用每行3+2的座位配置，座椅間距為1,040mm。第一批列車採用700系列車同型的座椅，第二批列車的座位則採用臺灣佳豐機械設計工業製作。
列車第2、4、6、7、10、12號車廂原本設有公共電話亭，但是因為手機普及率高的緣故，因此從開始營運時就沒有設置；第1、5、11車廂設有自動販賣機。2012年以後增購的新列車，第4、12號車廂的原公共電話亭改設為手機充電室，以及第5節車廂增設育嬰室，而原有的列車則陸續將列車服務員空間改裝成育嬰室。
列車的廁所設置在奇數車廂，2010年11月，乘客抱怨廁所的等待時間過長，因此台灣高鐵改變了700T型的廁所性別配置，將原本每節車廂設置一個男性用小便斗和兩個男女通用的廁所，其中一間改為女廁。另外，為了提供無障礙乘車環境，第7節車廂提供無障礙座位，總共設置4個，同時設置無障礙廁所，並採用自動門開關以及寬闊的空間讓輪椅調頭。
為了增強列車的消防安全，列車的裝潢採用防火材質，同時每一節車廂均配備了火災警報器，並且設有緊急通風系統，避免火災產生的煙霧瀰漫整部列車，以及在車窗旁設置緊急破窗鎚，用於打破車窗逃生所使用。因應台灣的溫暖氣候，因此700T型提升了車廂內的空調效率以保持車廂內的溫度，除此之外列車的通道門採用了觸碰式開關以及紅外線感應並用的自動門。
為了能夠提醒旅客到站，在通道門上方設置發光二極體（LED）旅客列車資訊顯示板，可顯示列車沿途停靠站、列車到站提示、列車到站開門方向提示、旅客轉乘資訊與台灣各主要城市天氣概況以及列車的時速等資訊，為了方便外國旅客，所有的列車資訊顯示器均有英語版本。同時列車的廣播採用自動廣播系統，並依照國語、閩南語、客家語、英語的順序播報站名。
2023年1月至2024上半年於TR06編組測試新型全彩旅客列車資訊顯示螢幕，於2024上半年更換測試編組為TR33。2025年1月16日，台灣高鐵公開完成正式改造編組TR07，宣佈啟動更新作業。

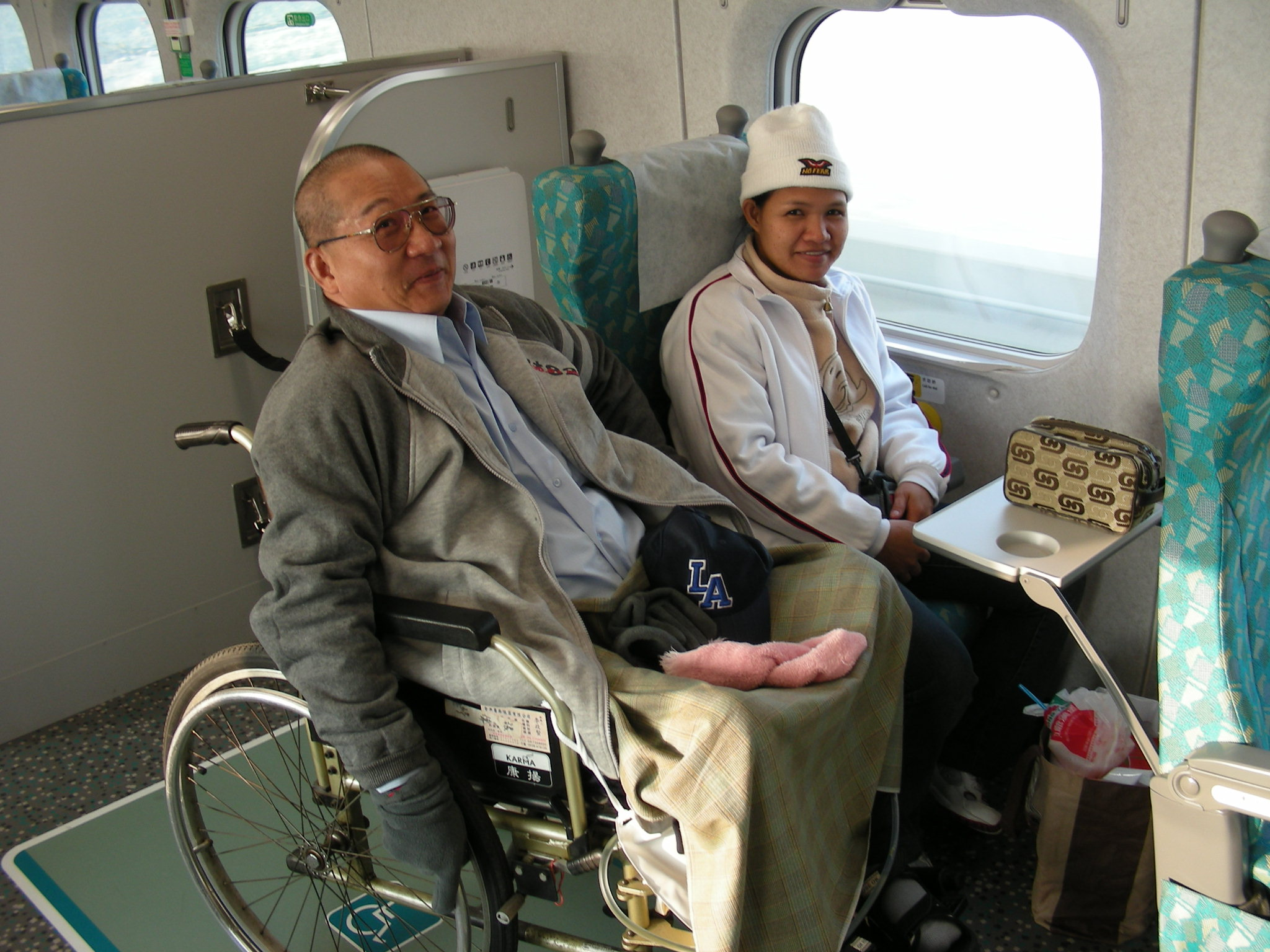
無障礙座位
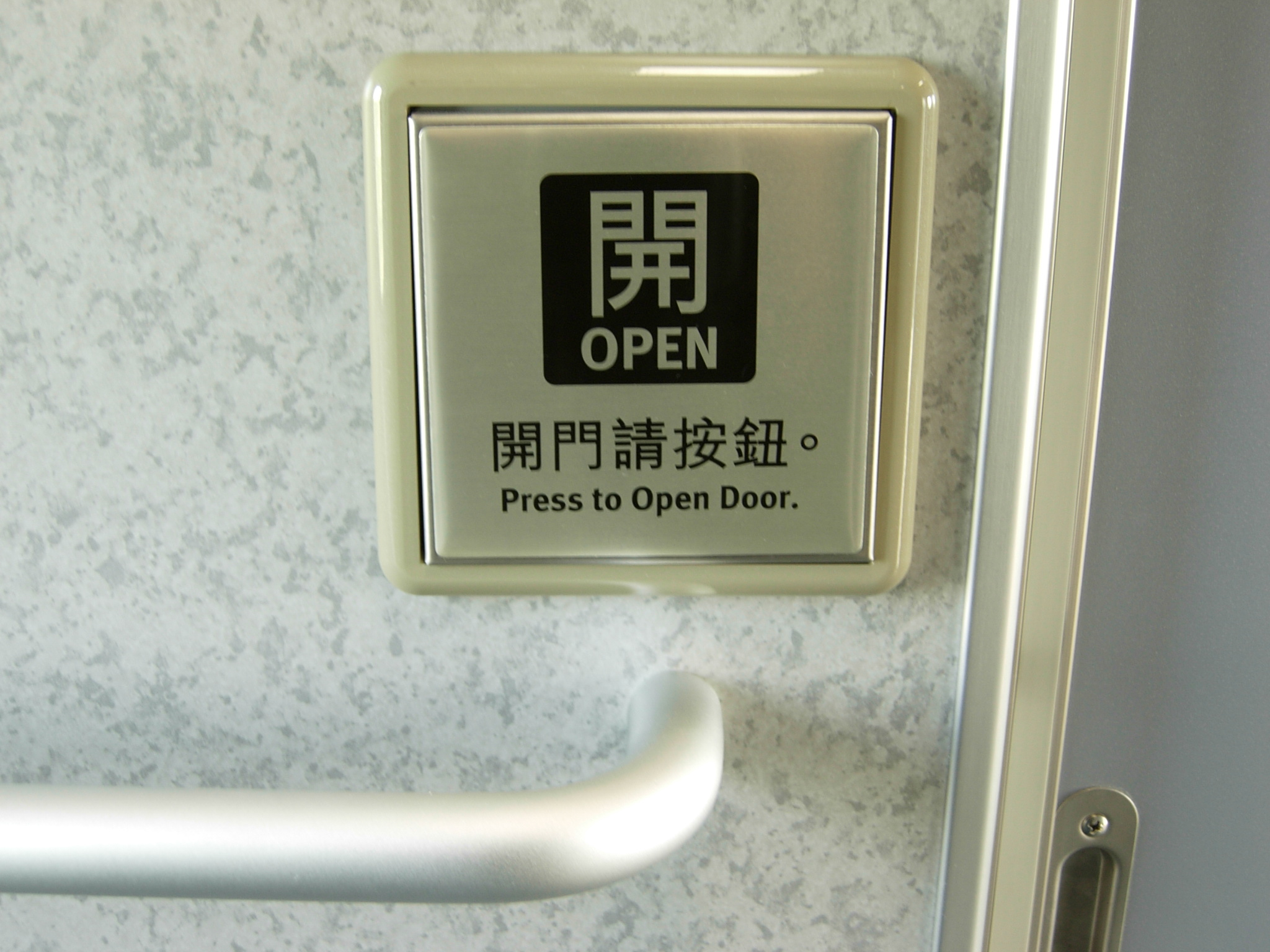
車廂間通道門的觸碰式開關
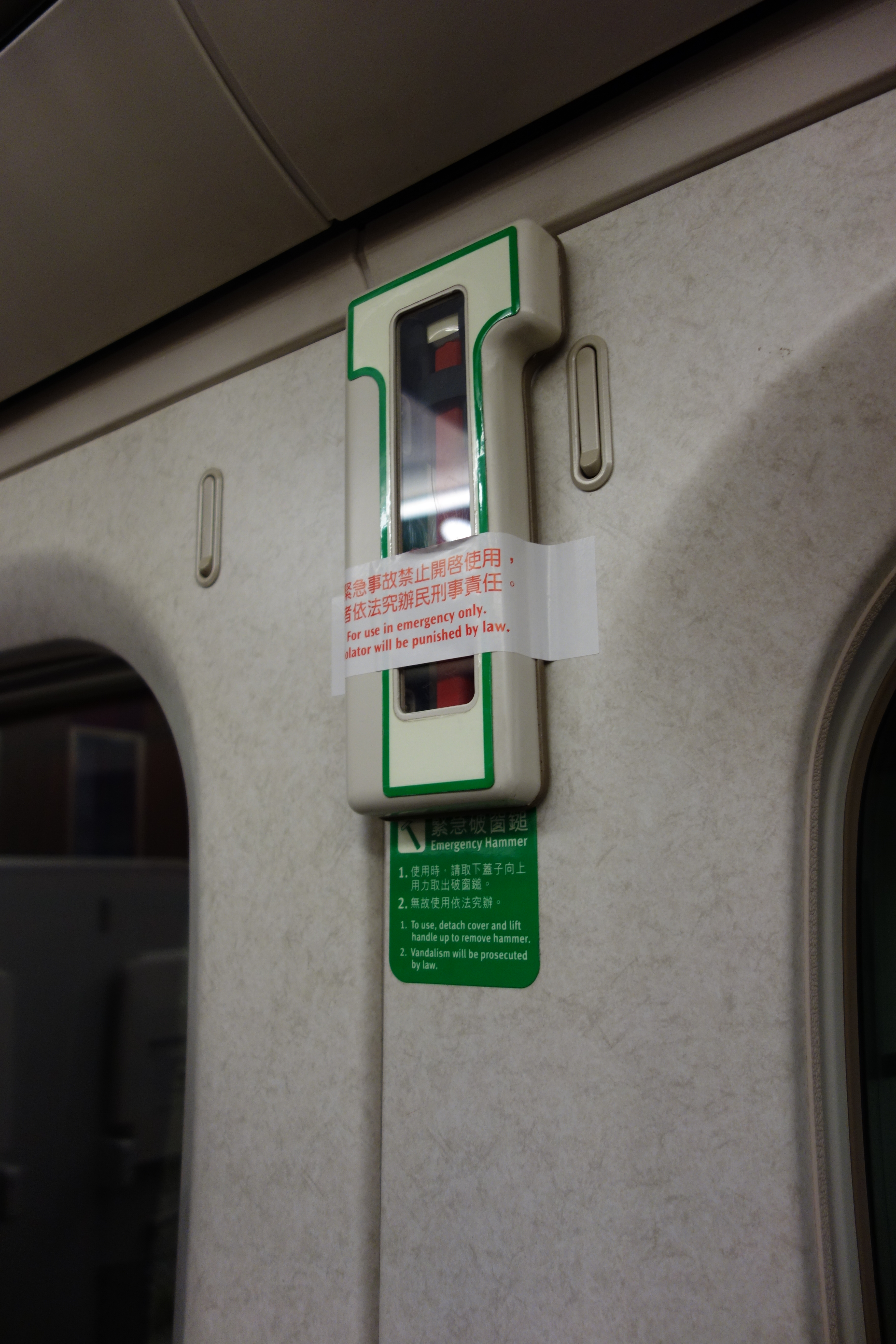
緊急破窗鎚
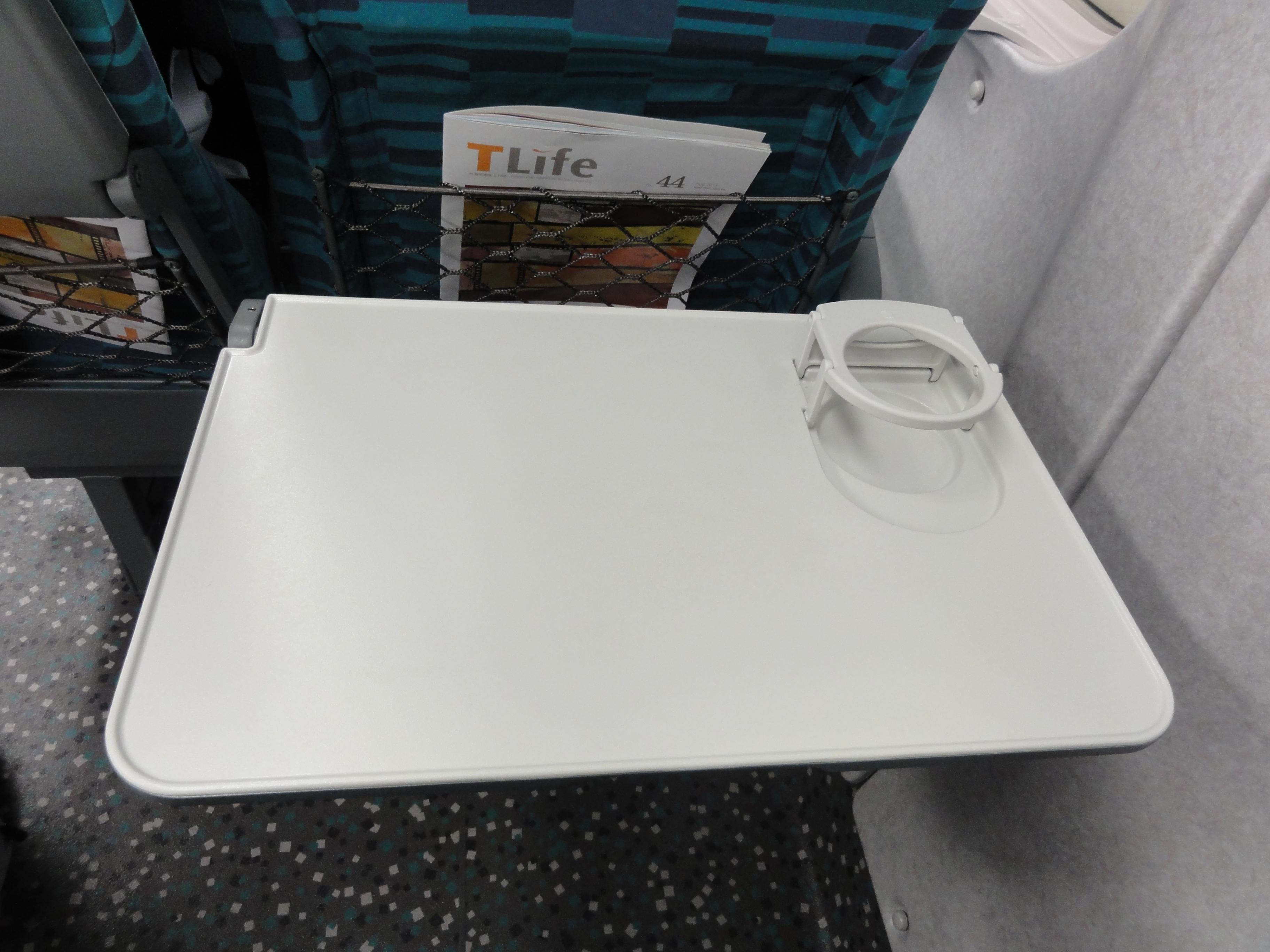
第二批列車的小桌，桌面右上方有著杯架設計
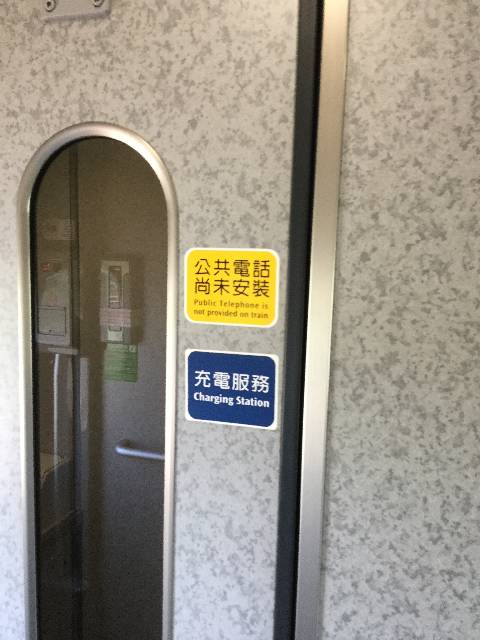
手機充電室（原公共電話亭）
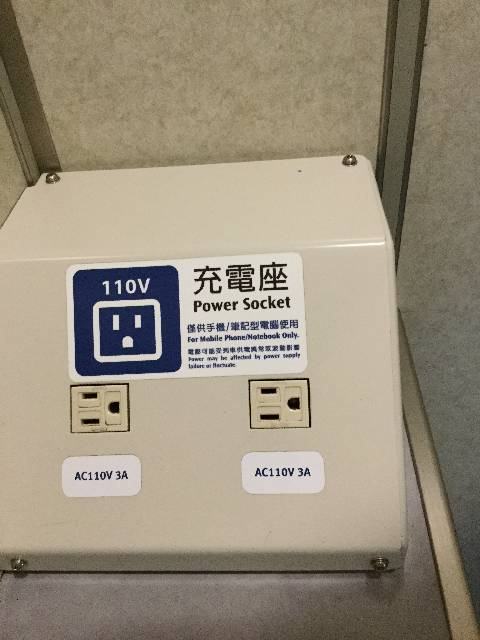
充電座

### 機電
700T型的機電採用日本東芝所製造的三相鼠籠式非同步馬達，控制裝置採用脈衝寬度調變變頻器（VVVF），而主要變換裝置採用絕緣柵雙極電晶體(IGBT)，為了達到營運時速300公里的要求，增強了牽引馬達的輸出功率，每個牽引馬達的輸出較原型車所用的日立製電動機增加了10kW，即連續靜態輸出由275kW增至285kW，每輛馬達車均安裝四台電動機，即每輛可提供1,140kW（≈1,528hp），而列車的總輸出功率為10,260kW（≈13,758hp）動力，齒輪比為2.79。
而為了在高速行駛下降低大量面積接觸所造成的風阻，列車的集電弓採用700系E、B編組同型的WPS205型流線型絕緣低噪音單臂式集電弓，可以減少集電弓本身的噪音以及風阻的情況，同時集電弓設有保護機制，一旦感應器偵測到集電弓有外物損傷，便會自動降弓及斷電，以保護供電線路與列車機電設備的安全。
列車的鐵路安全裝置採用東海道、九州新幹線為原型的數位自動列車控制裝置（ATC），包含運轉紀錄器及行車監控系統等，而為了因應歐洲的列車安全需求，列車的ATC系統增設巡航控制系統以及車站停止控制，並支援單線雙向行駛，同時設置駕駛警醒設備。

### 轉向架與制軔
700T型的轉向架以500系以及700系E、B編組的轉向架為基礎，使用軸梁式無枕梁轉向架，列車的驅動方式為TD平行萬向接頭傳動（Twin Disc Coupling），不同於300系、500系WN平行萬向接頭方式。動力車採用WDT205A型動力轉向架、拖車採用WTR7002型無動力轉向架。轉向架均安裝不穩定偵測系統，當發現轉向架收到不正常晃動的訊息時，系統會自動回報到列車上的資訊系統。同時為了抑制行車時的車廂震動，列車配置了與700系相同的半主動懸吊系統（Semi-Active Suspension），並且在列車連結處設置非線性彈簧與避震阻尼系統，提供左右晃動的時的緩衝。
700T的制軔系統與700系相同，馬達車採用再生制動，而拖車採用渦流制動，所有列車均安裝了基礎軔機系統（碟式制軔），馬達車在時速超過32km/hr以上會啟動及再生電軔，13km/hr以下則啟動基礎軔機，拖車則於32km/hr以上會啟動渦電流電軔，小於25km/hr則會啟動基礎軔機。列車的緊急緊軔則是在緊急的情況之下使用，如地震或火災，這些制軔的用途在於短時間將列車緊急停車。而停留軔機設置在前後兩端的轉向架上，長期停泊時不需再使用阻輪楔固定列車，可在斜率3‰以下的路段軌道上停泊。台灣高速鐵路的道岔由德國製造，列車無線設備由法國製造，系統酌採歐洲思路相當於日歐混合，因而與新幹線有些許不同。

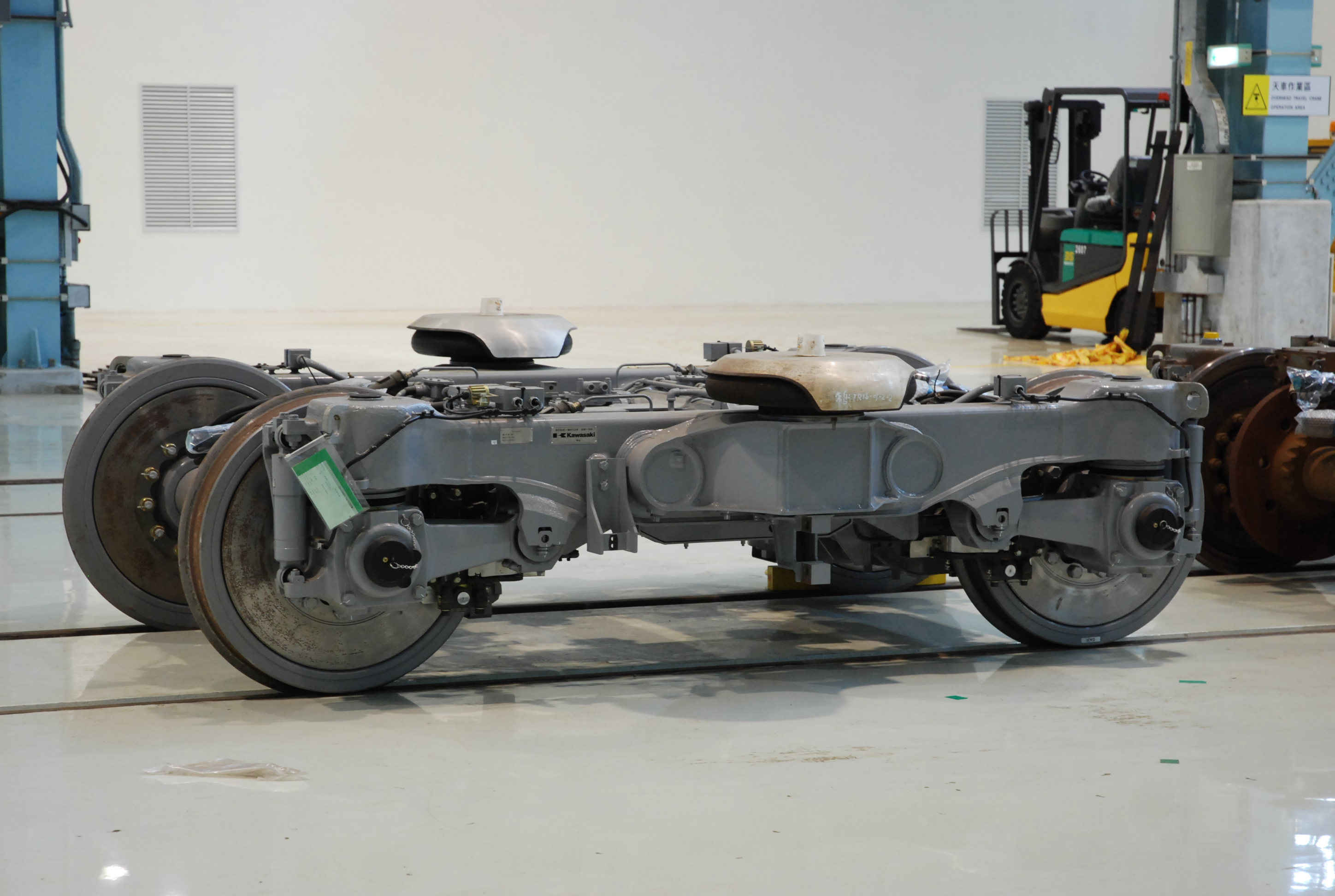
700T型的轉向架
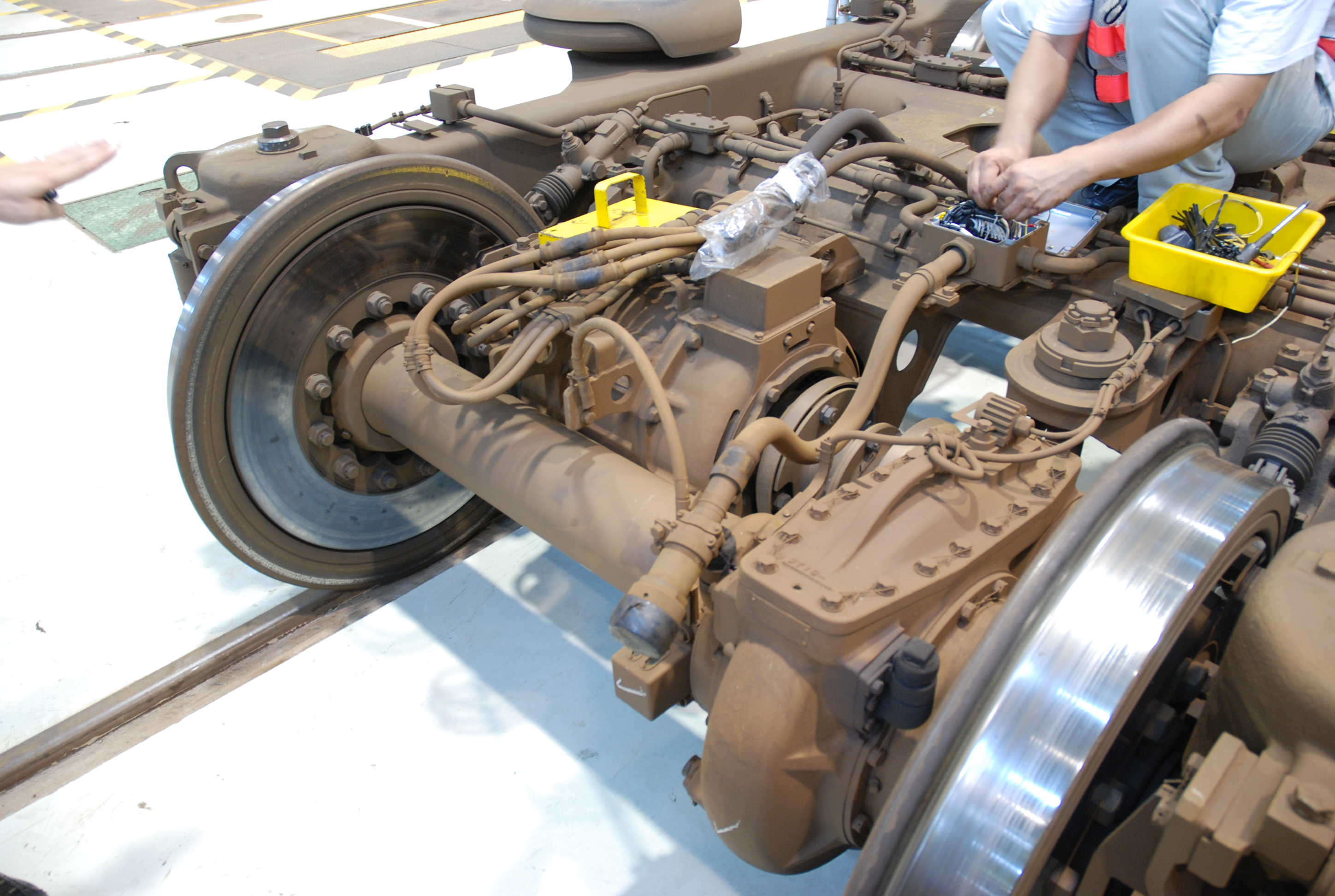
轉向架內部

## 形式說明
700T型列車一組動力單元由三輛動力車與一輛拖車所組成，一組列車由三個動力單元所組合，共12節車廂，這是為了基於台灣高速鐵路的營運需求及臺北車站的月台長度，列車編組從原本700系的16節車廂為一列縮編成12節車廂為一列（989席）。700T型為台灣軌道運輸系統運量最高的列車，第6車為商務車廂（66席）、第1車到第5車及第7車到第9車為對號座（671席）、第10車到第12車為自由座（252席），自由座於特定假日時改為對號座，列車全面禁煙。台灣高鐵的列車編組號碼方式與日本的列車編組號碼排法不同，第一位為購入的批次，第二、三位為列車的編組號碼，連結號後兩位是車廂的號碼
無動力駕駛拖車（Tc）
設有普通座位的駕駛拖車，1號車廂面對左營方向，12號車廂面對南港方向，相當於700系當中的723型與724型，車上搭載空氣壓縮機以及半主動懸吊系統。
無動力拖車（T）
設有普通座位的無動力拖車（5號車廂），相當於700系當中的718型與719型，車上搭載空氣壓縮機以及半自動懸吊系統。
中間馬達車（M2）
設有普通座位的馬達車，分布在2、8、11號車廂，相當於700系當中的727型，車上搭載主變壓器以及兩組主控制裝置(C/I)。
電源動力車（M1）
設有普通座位的電源動力車，分布在4、9號車廂，相當於700系當中的725型，車上搭載集電裝置（集電弓）以及一組主控制裝置(C/I)、空氣壓縮機與半主動懸吊系統。
中間馬達車（MP）
設有普通座位的中間馬達車，分布在3、7、10號車廂，相當於700系當中的726型，車上搭載一組變壓器。
中間馬達車（M1s）
設有商務車廂（6號車廂）的中間馬達車，相當於700系當中的717型，車上搭載一組主控制裝置(C/I)。
|                        | 700T ←左營方向南港方向→ |        |        |        |        |        |         |        |        |        |        |        |        |
| 車廂編號               | 車廂編號                | 1      | 2      | 3      | 4      | 5      | 6       | 7      | 8      | 9      | 10     | 11     | 12     |
| 集電弓                 | 集電弓                  |        |        |        | ＜     |        |         |        |        | ＞     |        |        |        |
| 第一批                 | 第一批                  | 1xx-01 | 1xx-02 | 1xx-03 | 1xx-04 | 1xx-05 | 1xx-06  | 1xx-07 | 1xx-08 | 1xx-09 | 1xx-10 | 1xx-11 | 1xx-12 |
| 第二批                 | 第二批                  | 3xx-01 | 3xx-02 | 3xx-03 | 3xx-04 | 3xx-05 | 3xx-06  | 3xx-07 | 3xx-08 | 3xx-09 | 3xx-10 | 3xx-11 | 3xx-12 |
| 其他設備               |                         | ,      |        | ,      |        | ,      | ,充電座 | ,      |        | ,      |        | ,      |        |
| 其他設備               | 第二批                  |        |        |        | 充電座 |        |         |        |        |        |        |        | 充電座 |
| 車廂種類（超級直達車） | 車廂種類（超級直達車）  | 對     | 對     | 對     | 對     | 對     | 商      | 對     | 對     | 對     | 對     | 對     | 對     |
| 車廂種類（2節自由座）  | 車廂種類（2節自由座）   | 對     | 對     | 對     | 對     | 對     | 商      | 對     | 對     | 對     | 對     | 自     | 自     |
| 車廂種類（正常）       | 車廂種類（正常）        | 對     | 對     | 對     | 對     | 對     | 商      | 對     | 對     | 對     | 自     | 自     | 自     |
| 車廂種類（4節自由座）  | 車廂種類（4節自由座）   | 對     | 對     | 對     | 對     | 對     | 商      | 對     | 對     | 自     | 自     | 自     | 自     |
| 車廂種類（5節自由座）  | 車廂種類（5節自由座）   | 對     | 對     | 對     | 對     | 對     | 商      | 對     | 自     | 自     | 自     | 自     | 自     |
| 車廂種類（6節自由座）  | 車廂種類（6節自由座）   | 自     | 自     | 自     | 對     | 對     | 商      | 對     | 對     | 對     | 自     | 自     | 自     |
| 車廂種類（7節自由座）  | 車廂種類（7節自由座）   | 自     | 自     | 自     | 對     | 對     | 商      | 對     | 對     | 自     | 自     | 自     | 自     |
| 車廂種類（8節自由座）  | 車廂種類（8節自由座）   | 自     | 自     | 自     | 對     | 對     | 商      | 對     | 自     | 自     | 自     | 自     | 自     |
| 車廂種類（11節自由座） | 車廂種類（11節自由座）  | 自     | 自     | 自     | 自     | 自     | 商      | 自     | 自     | 自     | 自     | 自     | 自     |
| 座位數                 | 座位數                  | 63人   | 96人   | 88人   | 96人   | 83人   | 66人    | 61人   | 96人   | 88人   | 96人   | 88人   | 68人   |
| 動力配置               | 動力配置                | Tc     | M2     | MP     | M1     | T      | M1s     | MP     | M2     | M1     | MP     | M2     | Tc     |
| 動力單元               | 動力單元                | 單元1  | 單元1  | 單元1  | 單元1  | 單元2  | 單元2   | 單元2  | 單元2  | 單元3  | 單元3  | 單元3  | 單元3  |

範例：
- ■商＝商務車廂（相當於日本的綠色車廂）
- 白色＝標準車廂
- 對：對號座
  - 全車對號座：無自由座，適用車次：所有北高超級直達車-0xx次

- 自：自由座（除北高超級直達車-0xx次為例外，其中直達車-1xx次、2xx次/12xx次所有車次及南段區間車-南下583次、北上598次均固定為第10~12節設置自由座，其餘車次則依據客流量增加自由座車廂數）；
  - 2節自由座：連續假期延長收班之加班車次於第11~12節設置自由座（自由座車廂=第11~12節，第10節改為對號座），適用車次：晚上23時以後發車之所有連續假期延長收班之加班車；
  - 3節自由座（正常配置）：大部份車次於第10~12節設置自由座（自由座車廂=第10~12節），適用車次：大部分車次，其中1xx次、2xx/12xx次、南段區間車（南下583次、北上598次）均為固定，不可變動；
  - 4節自由座：部份車次於第9節設置自由座（自由座車廂=第9~12節），適用車次：部分3xx次/13xx次、5xx次/15xx次、6xx次/16xx次、8xx次；
  - 5節自由座：部份車次於第8節設置自由座（自由座車廂=第8~12節），適用車次：少量部分5xx次/15xx次、6xx次/16xx次、8xx次，集中於週五至週日之車次；
  - 6節自由座：部份北段區間車次於第1～3節設置自由座（自由座車廂=第1~3節、第10~12節），適用車次：極少量部分5xx次/15xx次，集中於週六、週日、連續假期之車次；
  - 7節自由座：部份北段區間車次於除第4～8節設置自由座（自由座車廂=第1~3節、第9~12節），適用車次：極少量部分5xx次/15xx次，集中於週六、週日、連續假期之車次；
  - 8節自由座：平日晨間北段區間車次於除第4～7節設置自由座（自由座車廂=第1~3節、第8~12節），適用車次：平日晨間北上 502、1504、508、1510 車次，週日傍晚北上1546、1550、1554、1558 車次以及週一至週四南下1549車次；
  - 11節自由座（全車自由座，商務車廂除外）：連續假期臨時加班車88xx次於除第6節車廂外為全車自由座（自由座車廂=第1~5節、第7~12節，該班車不發售商務車廂車票，持有自由座車票之旅客搭乘連續假期臨時加班車之商務車廂可向列車長加價補票後入座）。

- M＝動力車；T＝拖車
- ：車長及乘務員室（第5、7節僅設乘務員室）
- ：廁所設有尿布更換台
- ：育嬰室
- ：自動販賣機
- ：無障礙設施（座位及多功能廁所）

參考資料：

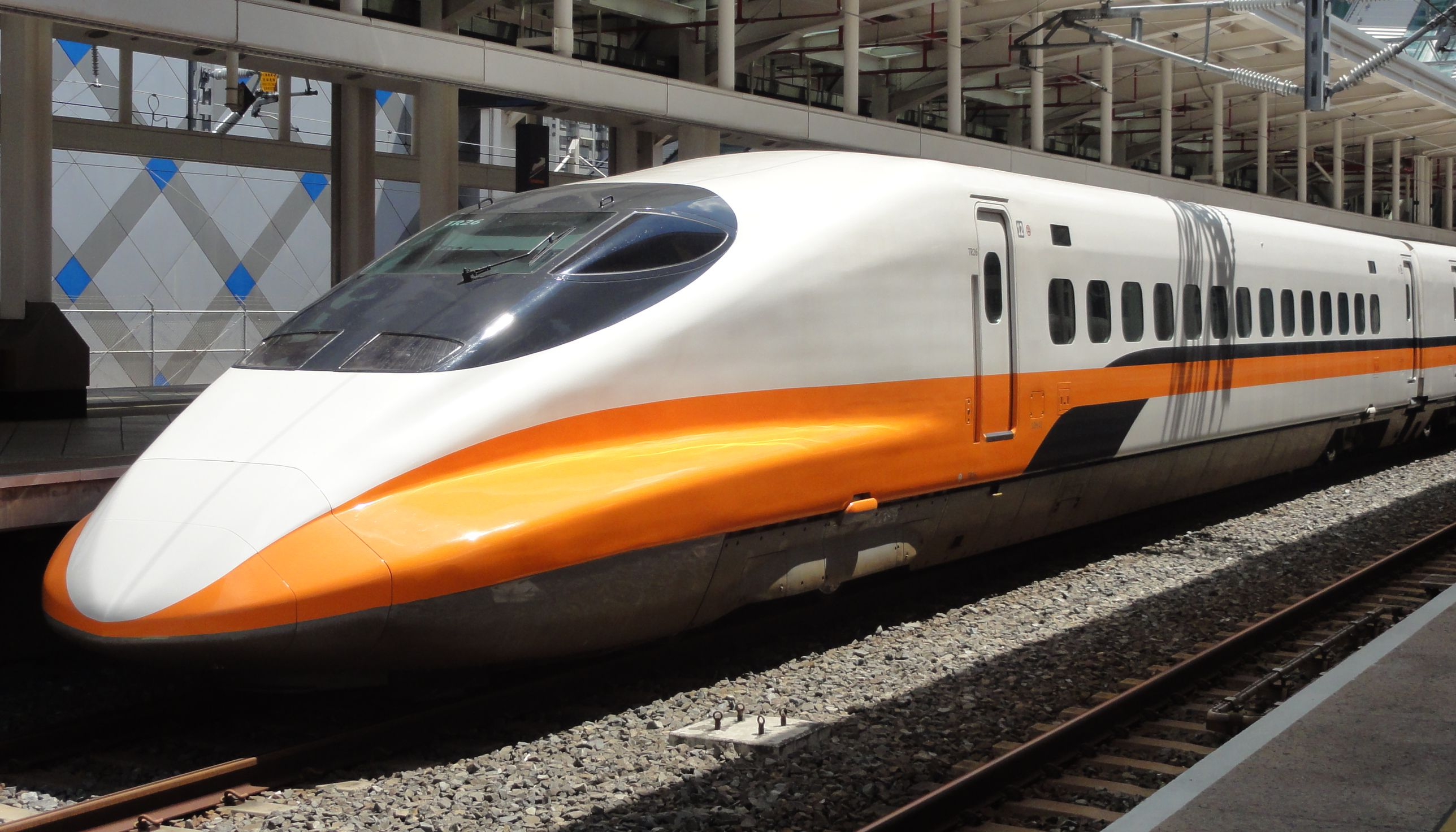
駕駛拖車（126-12）
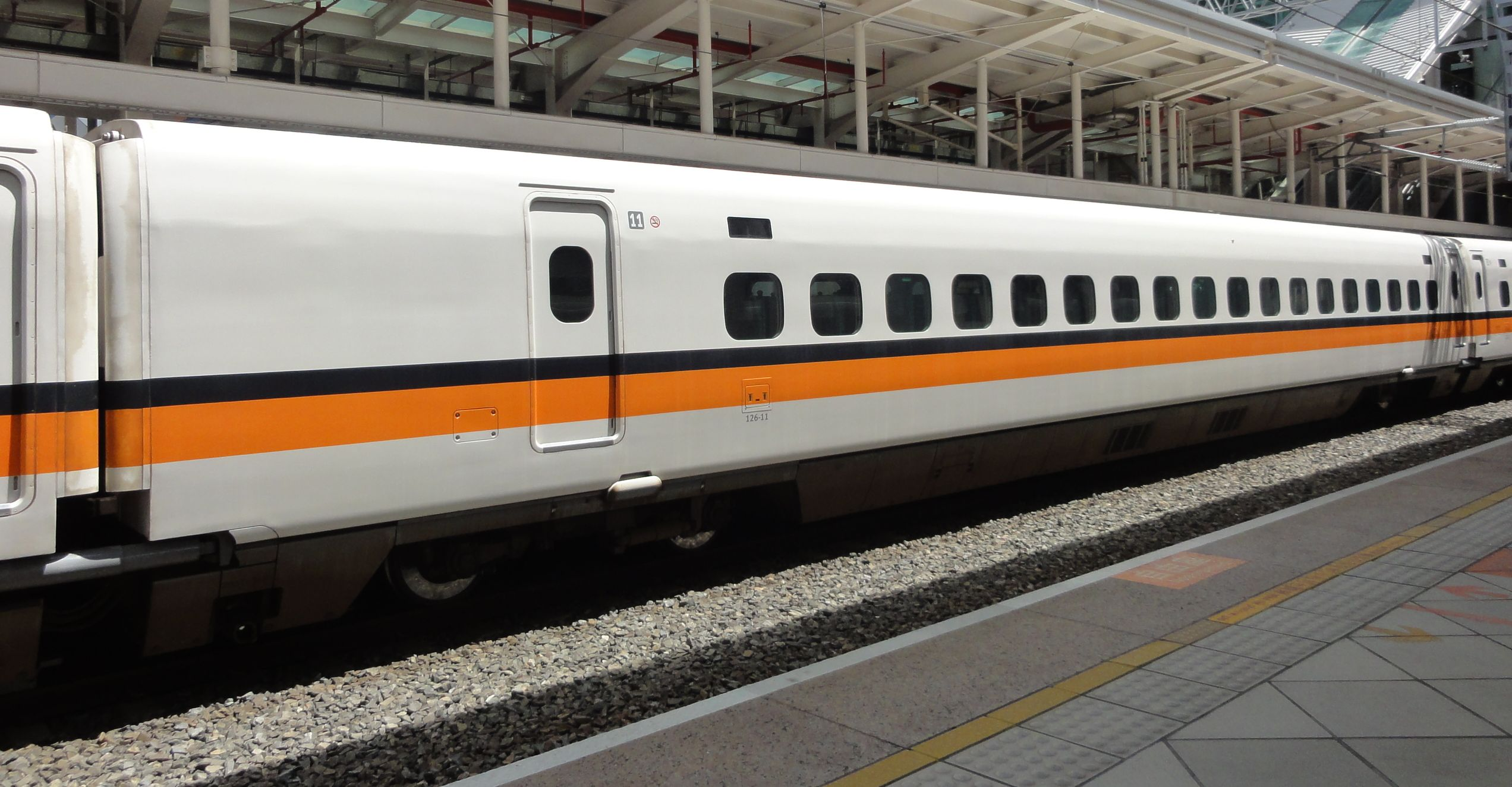
中間馬達車（126-11）
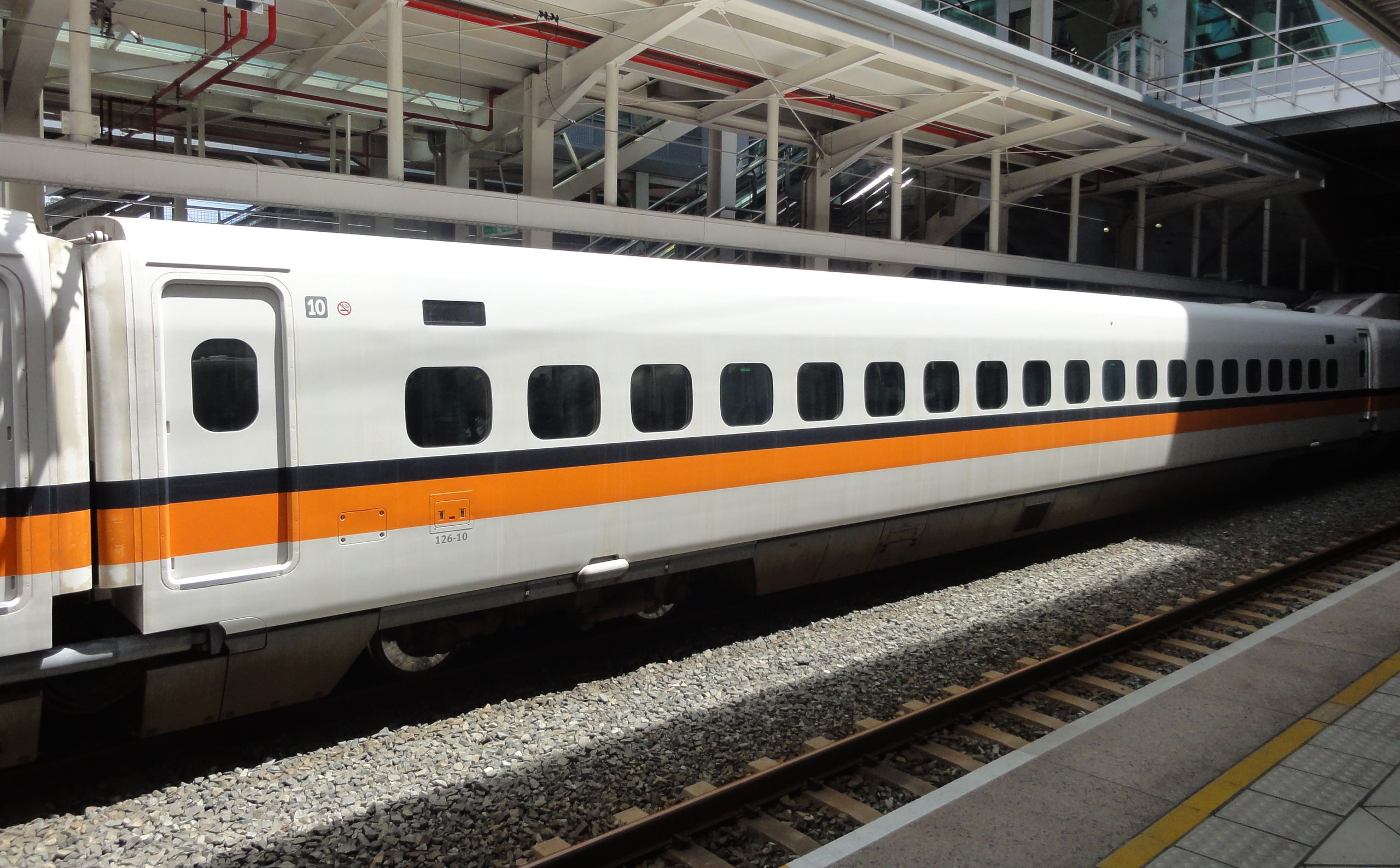
中間馬達車（126-10）
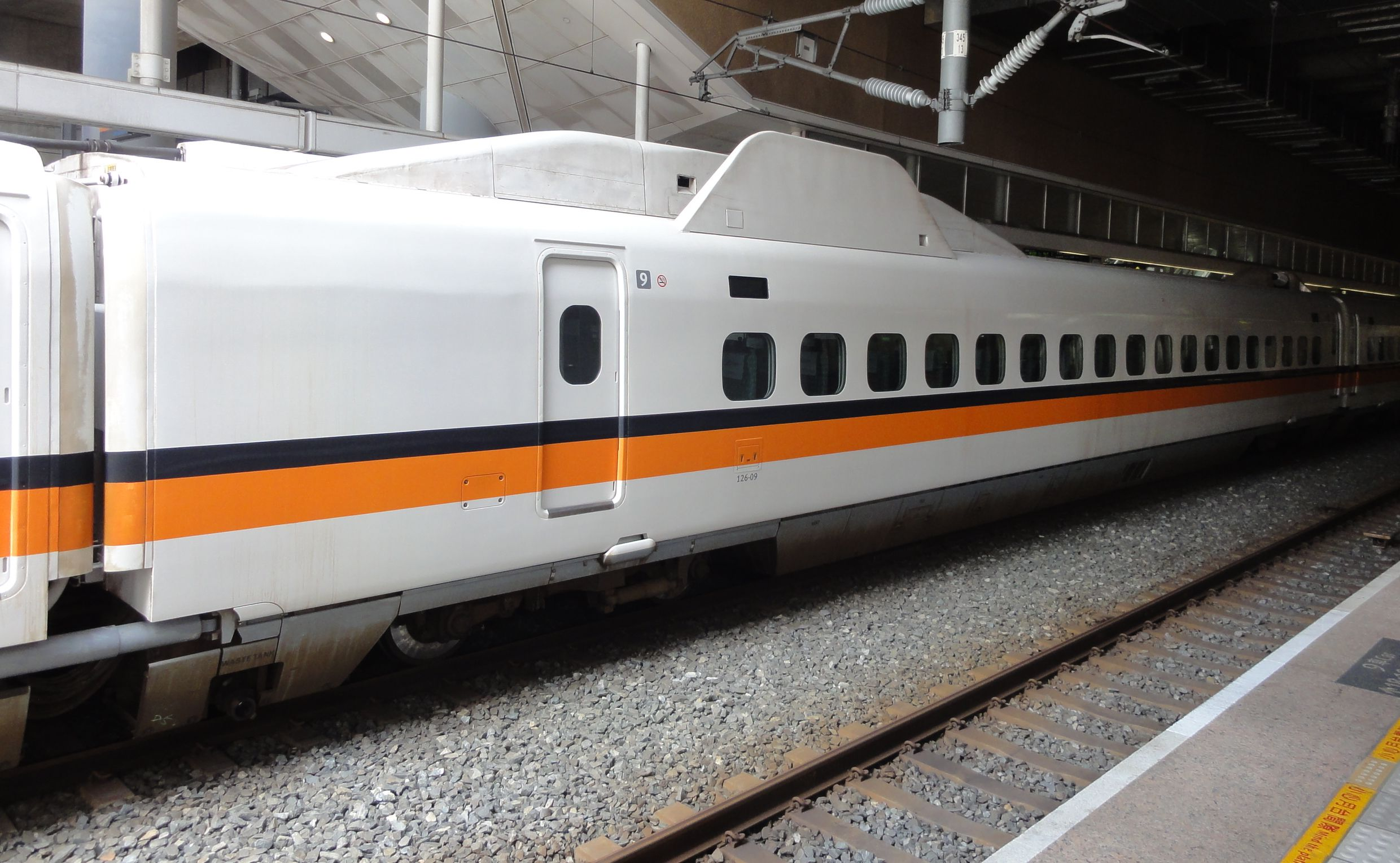
電源動力車（126-09）
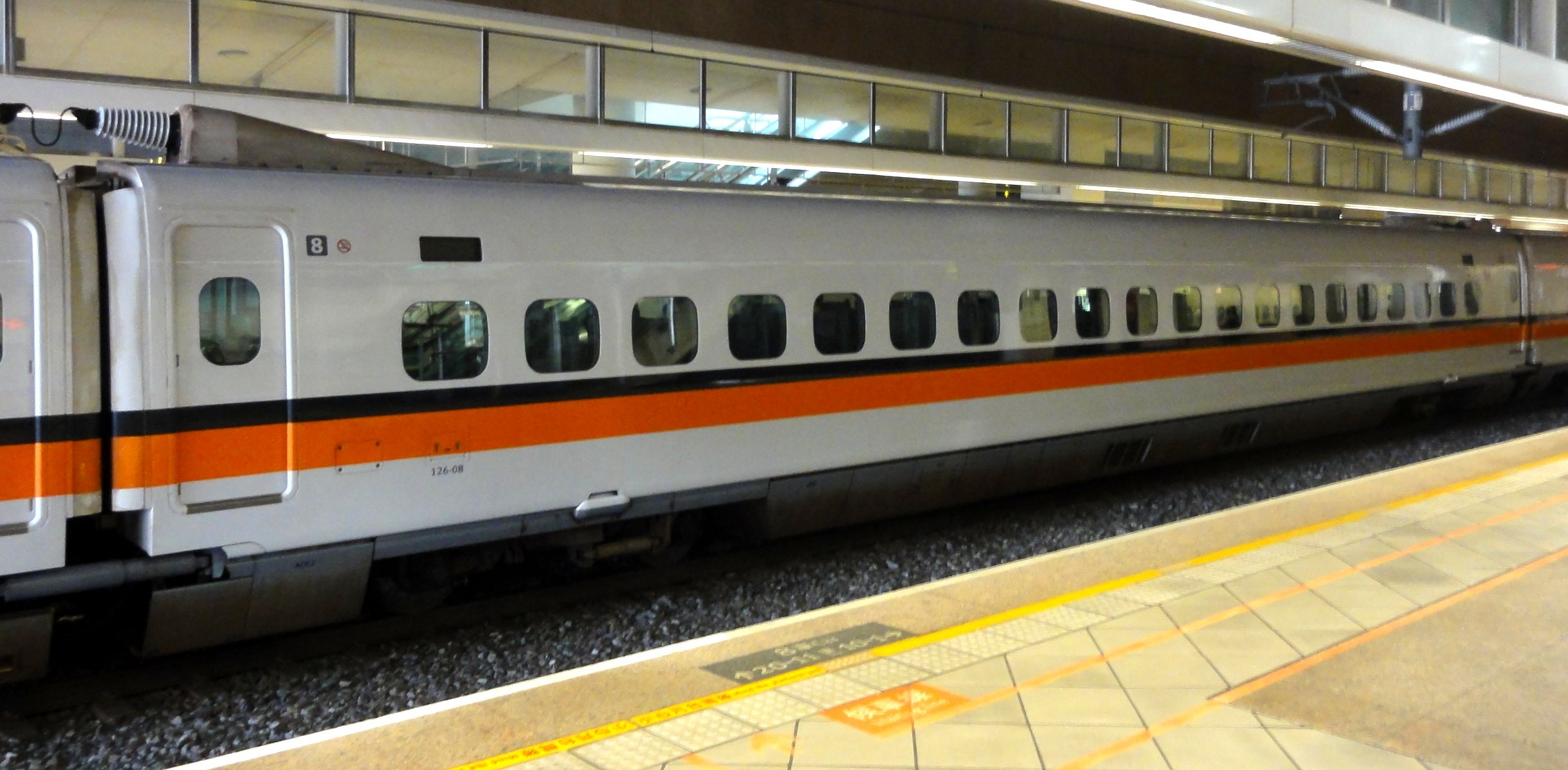
中間馬達車（126-08）
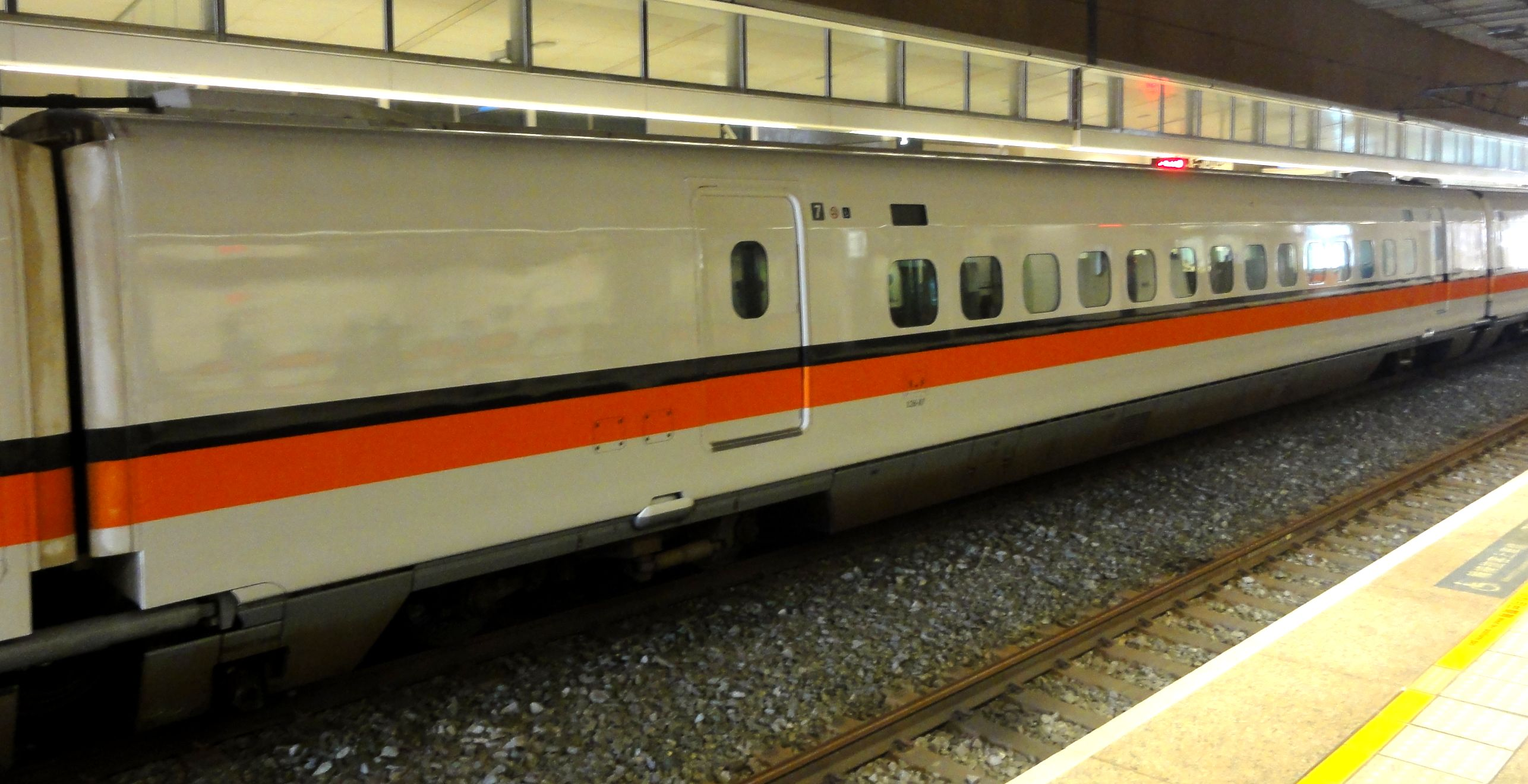
中間馬達車（126-07）

## 列車模擬
700T型的列車模擬遊戲，《Railfan 台灣高鐵》是由日本音樂館公司與台灣艾克特公司合作發行
，在台灣、香港與新加坡於2007年7月12日販售，日本於2007年11月1日販售。

## 外部連結
- （繁體中文）.   [2015-09-24]. （原始内容存档于2015-09-24）.
- （日語）川崎重工台灣高鐵700T型電聯車電聯車簡介 （页面存档备份，存于）
- （日語）日本車輛台灣高鐵700T型電聯車電聯車簡介 （页面存档备份，存于）